# Moritz – Das Stadtmagazin
Moritz – Das Stadtmagazin (Eigenschreibweise: MORITZ) ist eines der auflagenstärksten Stadtmagazine Deutschlands und das auflagenstärkste in Baden-Württemberg, das monatlich in sieben Regionalausgaben erscheint und als Gratistitel ausgelegt wird. Zudem veröffentlicht die Moritz-Verlags-GmbH regelmäßig Sonderpublikationen zu den Themen Gastronomie, Hochschule, Job & Karriere, Hochzeit, Freizeit, Beauty & Wellness, Bauen & Wohnen, Fit & Gesund und Kinder.

## Verbreitungsgebiet
Moritz erscheint in insgesamt sieben Regionalausgaben, die redaktionell eigenständig geführt werden und regional geführt sind: Ausgabe Heilbronn (Stadt Heilbronn und Landkreis Heilbronn), Ausgabe Neckar-Odenwald/Kraichgau (Neckar-Odenwald-Kreis, Altkreis Sinsheim und Teile des Rhein-Neckar-Kreises), Ausgabe Hohenlohe/Tauber-Franken/Ansbach (Hohenlohekreis, Landkreis Schwäbisch Hall, Main-Tauber-Kreis und Landkreis Ansbach), Ausgabe Stuttgart (Stuttgart, Landkreis Böblingen), Ausgabe Ludwigsburg (Landkreis Ludwigsburg, Rems-Murr-Kreis), Ausgabe Esslingen (Landkreis Esslingen) und Ausgabe Reutlingen/Tübingen (Landkreis Tübingen und Landkreis Reutlingen).

## Auflage, Verbreitung und Leserschaft
Das von der Moritz-Verlags-GmbH in Ellhofen herausgegebene Stadtmagazin ist das auflagenstärkste Stadtmagazin in Baden-Württemberg und eines der auflagenstärksten Stadtmagazine in Deutschland. Moritz wird kostenlos an derzeit mehr als 2300 Auslagestellen flächendeckend verbreitet.

## Redaktioneller Inhalt
Moritz berichtet über Veranstaltungen und die Themen Freizeit, Kultur und Lifestyle. Neben einem umfangreichen Journalteil mit aktuellen Berichten und Storys, Porträts und Interviews sowie den aktuellen Monats-Vorschauen gibt es einen Thementeil mit monatlich wechselnden Sonderthemen, einen Serviceteil mit den aktuellen Kinostarts, einem umfangreichen Veranstaltungskalender und Kleinanzeigen sowie einem Szeneteil mit aktuellen Berichten aus dem Nachtleben und Szenebildern.

## Medienpartnerschaften
Neben Informationen über Veranstaltungen nimmt der Sportbereich einen verstärkten Stellenwert ein: seit der Saison 2017/2018 ist Moritz Medienpartner der 1. Bundesliga-Basketballer der MHP Riesen Ludwigsburg. Ab der Saison 2018/2019 kam die Medienpartnerschaft mit dem Deutschen Meister der 1. Bundesliga im Frauen-Volleyball Allianz MTV Stuttgart dazu. Neben redaktionellen Beiträgen und Veranstaltungshinweisen zu diesen Partnern werden Tickets verlost und auf der Moritz Website Blogs zu beiden Partnern veröffentlicht.

## Geschichte
Im Oktober 1993 erscheint die erste Ausgabe des Moritz Heilbronn und Region. Das Verbreitungsgebiet deckt die Stadt Heilbronn und den Landkreis ab und erstreckt sich bis Mosbach, Sinsheim und Öhringen. 1994 wird das Verbreitungsgebiet im Süden bis Ludwigsburg erweitert.
Die Moritz-Ausgabe Neckar-Odenwald und Kraichgau entsteht im Oktober 1994 durch die Übernahme des Teams der früheren Mosbacher Stadtzeitung. Als Kooperationsmodell mit zwei Hohenloher Unternehmerinnen erscheint im April 1996 die erste Moritz-Ausgabe Hohenlohe. Im Sommer 1998 wird das Gebäude in der Heilbronner Kreuzenstraße 94 bezogen. Im selben Jahr erscheint die Ausgabe Hohenlohe/Tauber-Franken erstmals unter der Regie der Moritz-Verlags-GmbH, die das Hohenloher Team übernimmt. Im November 1999 erscheint die erste Ausgabe Moritz Stuttgart, aus der ein Jahr später die Ausgaben Tübingen/Reutlingen und Ludwigsburg/Rems-Murr ausgegliedert werden. Seit 2016 ist der Hauptsitz des Verlags in Ellhofen. Seit Oktober 2017 erscheint die Ausgabe Esslingen.

## Format und Layout
Das Stadtmagazin verwendet seit Beginn das Format A4 plus (220 × 297 mm), ist durchgängig vierfarbig gedruckt und besitzt einen Hochglanzumschlag. Seit 2009 wird ein Logo verwendet, das durch die Moritz-Farben rot, gelb und schwarz gekennzeichnet sind. Die letzte Neugestaltung des Heftlayouts wurde im Januar durchgeführt.